# BusPlus
BusPlus是塞爾維亞首都貝爾格萊德的非接觸式智能卡，可用於GSP貝爾格萊德、貝爾格萊德電車、BG列車及Lasta貝爾格萊德（只限貝爾格萊德的公共交通）。BusPlus由Apex科技方案管理。當局稱BusPlus的推出是增加公共交通的收入，然後即可根據使用量改善公共交通系統。根據2012年9月的報告，整體收入有上升。